# آدی شانکار
آدی شانکار (انگلیسی: Adi Shankar؛ زادهٔ ۸ ژانویهٔ ۱۹۸۵) تهیه‌کننده اهل ایالات متحده آمریکا است.
از فیلم‌ها یا برنامه‌های تلویزیونی که وی در آن نقش داشته‌است می‌توان به صداها اشاره کرد.